# Pétanque-Europacup 2007
Der Pétanque-Eurocup in der Boule-Spiel-Sportart Pétanque wird von der Confédération Européenne de Pétanque (CEP) seit 1997 veranstaltet. Teilnahmeberechtigt sind die Landesmeister der CEP sowie der Titelverteidiger.
2007 starteten 17 Teams. Dies ist Teilnehmerrekord in der Geschichte des Wettbewerbs. Es musste eine Vorrunde gespielt werden. Deutscher Vertreter war der 1. PC Viernheim.

## Vorrunde
| Vorrunde                                                               | Vorrunde                                        | Vorrunde |
| ---------------------------------------------------------------------- | ----------------------------------------------- | -------- |
| Plough & Chequers Vereinigtes Königreich                               | Boule Hedebo Dänemark                           | 3:4      |
| Runde 1                                                                |                                                 |          |
| 1. PC Viernheim Deutschland                                            | Club Bouliste Monegasque Monaco                 | 4:2      |
| Auderghem St. Anne Brüssel Belgien                                     | Star Masters Barbizon Frankreich                | 4:3      |
| USBP Dudelange Luxemburg                                               | Joli-Bois Brüssel Belgien                       | 0:5      |
| SD Sloga Slowenien                                                     | Anpi Molassana-Casellese Italien                | 2:5      |
| 1. KPK Vrchlabí Tschechien                                             | Happy Angel Petanque Wien Österreich            | 4:3      |
| Halmstad Petank Schweden                                               | SK Optima Estland                               | 4:1      |
| Les Pointeurs Meyrinois de Genève Schweiz                              | Club des Champions Helsinki Finnland            | 6:1      |
| Boule Hedebo Dänemark                                                  | Pétanque Union Kennemerland Haarlem Niederlande | 2:5      |
| Runde 2                                                                |                                                 |          |
| Pétanque Union Kennemerland Haarlem Niederlande                        | 1. PC Viernheim Deutschland                     | 2:4      |
| Joli-Bois Brüssel Belgien                                              | Auderghem St. Anne Brüssel Belgien              | 2:4      |
| 1. KPK Vrchlabí Tschechien                                             | Halmstad Petank Schweden                        | 2:5      |
| Anpi Molassana-Casellese Italien                                       | Les Pointeurs Meyrinois de Genève Schweiz       | 5:2      |
| Finalrunde 17./18. November 2007 in Rastatt Deutschland (qualifiziert) |                                                 |          |
| A: 1. PC Viernheim Deutschland                                         |                                                 |          |
| B: Halmstad Petank Schweden                                            |                                                 |          |
| C: Auderghem St. Anne Brüssel Belgien                                  |                                                 |          |
| D: Anpi Molassana-Casellese Italien                                    |                                                 |          |

## Final-Runde
Die Final-Runde fand vom 16. bis zum 18. November in Rastatt (Deutschland) statt, es wurde Poule gespielt. Die ersten beiden des Poules spielen ein Finale.
| Finalrunde | Finalrunde                         | Finalrunde | Finalrunde                       | Finalrunde | Finalrunde | Finalrunde | Finalrunde | Finalrunde | Finalrunde | Finalrunde | Finalrunde |
| Runde 1    | Runde 1                            | Runde 1    | Runde 1                          | Ges.       | T          | T m        | D1         | D2         | D m        | T          | T m        |
| ---------- | ---------------------------------- | ---------- | -------------------------------- | ---------- | ---------- | ---------- | ---------- | ---------- | ---------- | ---------- | ---------- |
|            | 1. PC Viernheim Deutschland        | :          | Halmstad Petank Schweden         | 5:2        | 13:10      | 7:13       | 13:9       | 0:13       | 13:4       | 8:13       | 13:8       |
|            | Auderghem St. Anne Brüssel Belgien | :          | Anpi Molassana-Casellese Italien | 3:2        | 7:13       | 13:11      | 13:7       | 9:13       | 13:0       | 13:2       | [ 1 ]      |
| Runde 2    |                                    |            |                                  |            |            |            |            |            |            |            |            |
| S          | Auderghem St. Anne Brüssel Belgien | :          | 1. PC Viernheim Deutschland      | 4:3        | 13:7       | 13:11      | 4:13       | 12:13      | 2:13       | 13:2       | 13:4       |
| V          | Anpi Molassana-Casellese Italien   | :          | Halmstad Petank Schweden         | 4:1        | 13:2       | 13:10      | 4:13       | 13:3       | 13:2       | [ 1 ]      | [ 1 ]      |
| Barrage    |                                    |            |                                  |            |            |            |            |            |            |            |            |
|            | Anpi Molassana-Casellese Italien   | :          | 1. PC Viernheim Deutschland      | 4:1        | 13:6       | 13:8       | 9:13       | 13:4       | 13:4       | [ 1 ]      | [ 1 ]      |
| Finale     |                                    |            |                                  |            |            |            |            |            |            |            |            |
|            | Auderghem St. Anne Brüssel Belgien | :          | Anpi Molassana-Casellese Italien | 1:1        | 8:13       | 13:8       | 6:13       | 4:13       | 13:2       | 12:13      | 13:0       |

| 1 | Anpi Molassana-Casellese Italien   |
| 2 | Auderghem St. Anne Brüssel Belgien |
| 3 | 1. PC Viernheim Deutschland        |
| 4 | Halmstad Petank Schweden           |